# Здание казначейства США
Здание Казначейства США (англ. Treasury Building) — здание, являющееся Национальным историческим памятником, в котором находится штаб-квартира Министерства финансов Соединенных Штатов. Расположено в Вашингтоне, округ Колумбия.
Также оно изображено на оборотной стороне банкноты, номиналом в 10 долларов США.

## История

### Раннее здание
Весной 1800 года столица Соединённых Штатов готовилась к переезду из хорошо зарекомендовавшего себя города Филадельфии на участок прибрежной земли вдоль реки Потомак. 15 мая президент Джон Адамс издал Исполнительный указ, предписывающий федеральному правительству переехать в Вашингтон и быть открытым для бизнеса к 15 июня 1800 года. Прибыв в Вашингтон, перемещенные государственные служащие обнаружили, что только одно здание завершено и готово к заселению: здание Министерства финансов. Из 131 федерального служащего, переехавшего в Вашингтон, 69 из них были размещены в новом здании Казначейства, двухэтажном здании из красного кирпича в федеральном и георгианском стиле с подвалом и мансардой, в котором было 16 комнат на первом этаже и 15 на втором этаже. Здание было 147 футов (45 м) в длину и 57 футов (17 м) в ширину, примыкающее к юго-восточному концу Президентского дома (позже переименованного в Белый дом), одного из четырех аналогичных сооружений для тогдашних четырех исполнительных департаментов, примыкающих к восточной (государственной и казначейской) и западной сторонам.
Через шесть месяцев после того, как здание было занято, 20 января 1801 года вспыхнул пожар, почти уничтоживший все строение. Пожар начался в одной из комнат первого этажа и распространился на этаж выше, но был потушен до того, как произошло какое-либо серьезное повреждение конструкции. Здание было отремонтировано, но к 1805 году архивы департамента начали перегружать первоначальное здание, и для западной стороны здания Казначейства, обращенной к соседней президентской резиденции, была запланирована новая «огнеупорная» пристройка из кирпича и каменной кладки. Расширение здания Казначейства было спроектировано архитектором Бенджамином Генри Латробом и завершено в 1806 году. Первый министр финансов Александр Гамильтон так и не дожил до его завершения.
Огнестойкая пристройка к хранилищу, спроектированная Латробом, оказалась прочной конструкцией — это была единственная часть здания, которая пережила нападение британских войск в 1814 году, которые сожгли многие важные здания в Вашингтоне во время англо-американской войны. Офисы Казначейства были временно перемещены в семь зданий вдоль Пенсильвания-авеню между 19-й и 20-й улицами, в то время как здание Казначейства, другие исполнительные департаменты и Дом президента (Белый дом) были реконструированы. Реконструкция продолжалась до 1817 года при президенте Джеймсе Монро.
30 марта 1833 года здание Казначейства вновь было охвачено пламенем. Поздно вечером Ричард Х. Уайт поджег здание, надеясь уничтожить компрометирующие пенсионные записи внутри здания Казначейства. Добровольцы спасли записи, которые можно было извлечь (в основном из пристройки хранилища Латроба, которая снова в значительной степени пережила пожар), а офисы казначейства были перенесены в ряд зданий на южной стороне Пенсильвания-авеню, напротив близлежащего отеля Willard. После пожара архитектора Роберта Миллса попросили подготовить набор чертежей бывшего кирпичного здания Федерального казначейства, отражающих дизайн здания до пожара.

### Нынешнее здание

#### Восточное крыло
Когда Миллс представил чертежи разрушенного здания Казначейства вместе с отчетом о необходимости более огнестойкого здания в будущем, он также включил чертежи того, что он предложил в качестве потенциального нового здания Казначейства. В конце концов Миллс выиграл конкурс на проектирование и был назначен президентом Эндрю Джексоном на должность архитектора общественных зданий, для того чтобы вести надзор за проектированием и строительством зданий Казначейства и Патентного ведомства. Строительство нового здания Казначейства началось 7 сентября 1836 года.
Разногласия по поводу здания Казначейства достигли апогея менее чем через два года после начала строительства восточного крыла. В январе 1838 года в Конгресс было внесено предложение о сносе частично построенного здания. Комитет по общественным зданиям поручил архитектору здания Капитолия Томасу У. Уолтеру осмотреть здание Казначейства и доложить о нем. Отчёт Уолтера от 29 января 1838 года с критикой проекта здания был опровергнут Миллсом несколько недель спустя, в феврале. Несмотря на аргументы Миллса, на рассмотрение конгресса был вынесен и проголосован законопроект с рекомендацией снести здание Казначейства и использовать камень для строительства нового здания Почтового отделения. Законопроект был с трудом отклонен, и работе над зданием Казначейства было разрешено продолжить.
Новые крылья нынешнего здания Казначейства (восточная и центральная части) были окончательно достроены в 1842 году. Массивная ионическая колоннада длиной 350 футов (110 м) в греческом стиле, обращенная к 15-й улице, является самой яркой особенностью дизайна Миллса. К 1844 году фасад из коричневого песчаника, включая колоннаду, был выкрашен в белый цвет, чтобы сохранить целостность камня (тот же камень и его покраска использовались и в Белом доме).

#### Пристройка к Южному крылу

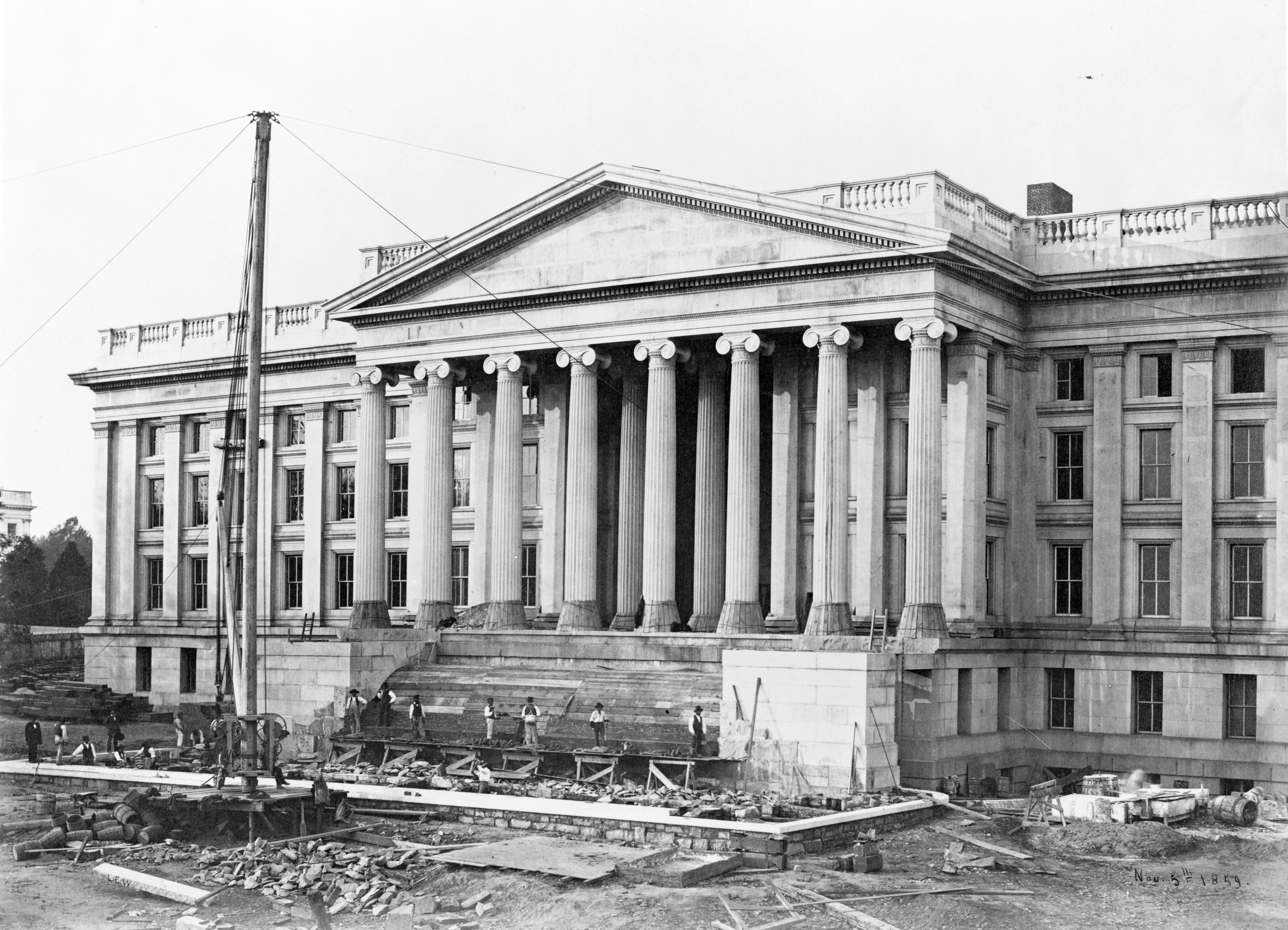
Строительство парадных ступеней в здании Казначейства США

К началу 1850-х годов возникла растущая потребность в увеличении размеров здания Казначейства. Миллс пересмотрел свой предыдущий проект и представил план министру финансов Томасу Корвину. Споры снова последовали за Миллсом, и Томас У. Уолтер был привлечен к критике плана Миллса и в конечном итоге предоставил два собственных чертежа. Рисунки Уолтера впервые показали западное крыло здания Казначейства на месте бывших Теплиц для Белого дома, которые в конечном итоге создадут закрытое каменное здание прямоугольной формы в стиле классического Возрождения с центральным крылом, разделяющим прямоугольник пополам и создающим два закрытых внутренних двора. В конечном счете был выбран дизайн Уолтерса, и в 1851 году Роберт Миллс был освобожден от должности архитектора в Министерстве финансов.
В 1853 году Амми Б. Янг был назначен главным архитектором в Управлении строительства Министерства финансов. Ключевой из его обязанностей было объединение подходов к проектированию, ранее подготовленных для пристройки южного крыла к зданию Казначейства, простирающемуся на месте старых офисов Госдепартамента. Одним из наиболее важных изменений было признание необходимости расширения здания Казначейства одновременно южным и западным крыльями. Включение более позднего западного крыла в проект и планирование создало возможность для экономии за счет масштаба за счет снижения затрат на рабочую силу и строительные материалы. В 1855 году после сноса старого здания Госдепартамента земля была разрыта, чтобы начать раскопки фундамента Южного крыла.

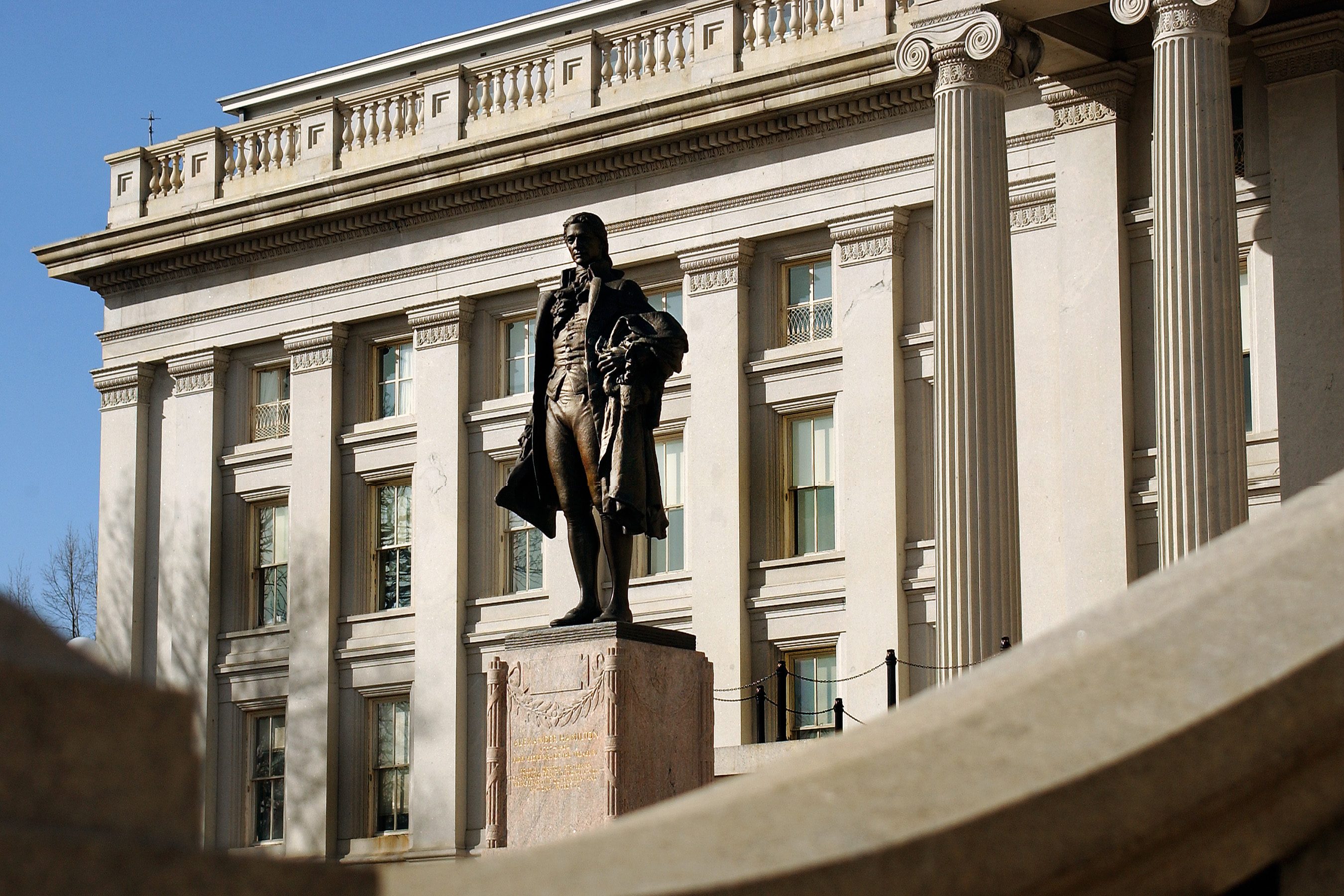
Статуя Александра Гамильтона

К 1857 году строительство южного крыла продвинулось до уровня второго этажа, и начались раскопки фундамента западного крыла. Прогресс в строительстве Казначейства остановился в 1858 году, когда страна впала в рецессию после финансовой паники 1857 года. Строительство всех федеральных зданий было остановлено из-за отсутствия финансовых ассигнований со стороны Конгресса. До остановки строительства южного крыла было завершено возведение более 45 монолитных каменных колонн и пилястр, некоторые из которых весили до 33 тонн каждая. Но экономические проблемы были не единственными событиями, которые сорвали строительство южного и западного крыльев здания Казначейства. К 1860 году казалось почти очевидным, что страна движется к военному конфликту между штатами.
После убийства Авраама Линкольна в 1865 году новый президент Эндрю Джонсон временно перенес президентские офисы в здание Казначейства, в то время как семья Линкольнов покидала Белый дом.

### Художественные элементы

#### Скульптура
Скульптор Джеймс Эрл Фрейзер создал статую Александра Гамильтона, первого секретаря казначейства, которая стоит перед южным фасадом, обращенным к площади Александра Гамильтона и Парку Президента за ней, а также статую Альберта Галлатина, четвертого и самого долго служащего секретаря, которая стоит перед северным входом, обращенным к Пенсильвания-авеню.